# O Passo do Colapso
O Passo do Colapso é o segundo álbum solo de Dado Villa-Lobos, ex-integrante da extinta banda de rock brasileira Legião Urbana. Lançado em 27 de novembro de 2012 no formato digital, o álbum conta com a participação de Nenung (da banda gaúcha Os The Darma Lóvers) na composição de cinco faixas (Quando a Casa Cai é uma delas, cantada em dueto com Mallu Magalhães), e de Fausto Fawcett (Beleza Americana e Overdose Coração). Mesmo sendo seu segundo álbum, Dado diz não gostar de ouvir sua voz nas gravações. Além de Mallu, o álbum tem participações de Bi Ribeiro e João Barone (membros dos Paralamas do Sucesso, Barba (baterista do Los Hermanos, o grupo Cabeza de Panda, Paula Toller e Fernando Catatau, entre outros.
O álbum foi lançado somente em formato digital em 2012, e em abril de 2013 em formato físico. A produção musical foi dividida entre Kassin, Laufer e Dado Villa-Lobos.

## Faixas
1. Colapso - 4:46
2. Brilho De Gente Que Faz Brilhar - 4:57
3. Filho - 4:51
4. Beleza Americana - 4:51
5. Lucidez - 2:51
6. Sobriedade - 4:12
7. Tudo Bem - 3:35
8. Quando A Casa Cai - 3:28
9. Overdose Coração - 5:40
10. O Homem Que Calculava - 4:37
11. O Parto - 3:57
12. O Passo Do Colapso - 3:38